# 青阳街道 (荣县)
青阳街道，原为过水镇，是中华人民共和国四川省自贡市荣县下辖的一个乡镇级行政单位。2019年9月撤销过水镇，设立青阳街道，将旭阳镇金碧社区、郝家坝社区、朝阳村、星星村和原过水镇刘家庙村、文昌村21至27组所属行政区域划归青阳街道管辖，青阳街道办事处驻旭水大道南三段68号。

## 行政区划
青阳街道下辖以下地区：
过水坳社区、文昌宫社区、卢家山村、伍家村、夜合村、刘家庙村、两木村、柑柏场村、文昌村、万民村和黑林村。